# Кершнер, Ирвин
И́рвин Ке́ршнер (англ. Irvin Kershner, имя при рождении — Исадор Кершнер (англ. Isadore Kershner); 29 апреля 1923 — 27 ноября 2010) — американский кинорежиссёр, актёр и продюсер. Больше всего известен, как постановщик фильмов «Звёздные войны. Эпизод V: Империя наносит ответный удар», «Никогда не говори „никогда“» и «Робокоп 2».

## Биография
Ирвин Кершнер родился в Филадельфии в семье евреев-иммигрантов из Российской империи. Его отец, родом из города Тальное Черкасской области, ранее Киевская губерния, сначала отправился в Аргентину, где занимался изготовлением конной упряжи; позже переехал в США. Мать, родившаяся под Одессой, иммигрировала в Нидерланды, потом также в Америку. В Нью-Йорке, по воспоминаниям Кершнера, и состоялась встреча его родителей.
Дома разговаривали на идише, украинском и польском языках. С детства Ирвин Кершнер учился играть на струнных смычковых инструментах, впоследствии стал заниматься живописью и фотографией. Преподавал в Калифорнийской школе искусств фотографическое мастерство. Учился в Дрекселском технологическом институте, Кембриджском университете, школе изящных искусств Тайлера, центре искусств университета Южной Калифорнии. К кинематографу его привлёк знаменитый фильм российского режиссёра Сергея Эйзенштейна «Александр Невский».
После окончания кинокурсов стал кинорежиссёром-документалистом. Свою карьеру Кершнер начал в Американской информационной службе, а первый художественный фильм снял в 1958 году. Джордж Лукас предложил ему снять одну из частей «Звёздных войн», и по его настойчивым просьбам Ирвин Кершнер стал режиссёром второго фильма саги «Империя наносит ответный удар». В 1983 году он снял фильм из сериала о Джеймсе Бонде «Никогда не говори „никогда“», в котором вернул на эту роль Шона Коннери. В 1988 году он дебютировал как киноактёр в фильме Мартина Скорсезе «Последнее искушение Христа».
В 2000-е годы режиссёр вернулся к фотографии и пытался работать над двумя кинопроектами. Его последней работой стал телесериал «Подводная Одиссея 2032» («SeaQuest 2032»). Преподавал сценарное мастерство в университете в Южной Калифорнии.

## Смерть
Кершнер умер 27 ноября 2010 года в своём доме в Лос-Анджелесе после трёх с половиной лет борьбы с раком лёгких. Кершнер перед смертью работал над фотопроектами. У него остались двое сыновей, Дэвид и Дана.

## Фильмография

### Режиссёр
- 1950 — Малярия (короткометражный документальный)
- 1950 — Саранчовая чума (короткометажный документальный)
- 1950 — Рождение (короткометажный документальный)
- 1953 — 1958 — Конфиденциальный файл (сериал, 15 эпизодов)
- 1958 — Теперь завтра (телефильм)
- 1958 — Засада на улице наркоты
- 1959 — Молодые пленники
- 1959 — Филип Марлоу (сериал, 1 эпизод)
- 1959 — 1961 — Мятежник (сериал, 35 эпизодов)
- 1960 — Янки (телефильм)
- 1961 — Священник для преступников
- 1961 — Сто Каинов (сериал, 1 эпизод)
- 1961 — Бен Кейси (сериал, 1 эпизод)
- 1962 — 1963 — Обнаженный город (сериал, 2 эпизода)
- 1963 — Захватывающий неизвестный театр (сериал, 1 эпизод)
- 1963 — Лицо в дожде
- 1964 — Везение Джинджера Коффи
- 1966 — Прекрасное безумие
- 1967 — Человек по имени Флим-Флам
- 1970 — Любить
- 1972 — Песочница
- 1974 — Ш. П. И. О. Н. Ы
- 1976 — Возвращение человека по имени Лошадь
- 1976 — Рейд на Энтеббе (телефильм)
- 1978 — Глаза Лоры Марс
- 1980 — Звёздные войны. Эпизод V: Империя наносит ответный удар
- 1983 — Никогда не говори «никогда»
- 1986 — Удивительные истории (сериал, 1 эпизод)
- 1989 — Путешествия человека (телефильм)
- 1990 — Робокоп 2
- 1993 — Подводная одиссея (сериал, 1 эпизод)

### Актёр
- 1988 — Последнее искушение Христа — Зибидии
- 1990 — Робокоп 2 — Гербер
- 1994 — В смертельной зоне — Уолтерс
- 1995 — Ангус — Мистер Стофф
- 2003 — Мужественность — Джентльмен
- 2005 — Беркли — Профессор статистики

### Продюсер
- 1988 — Греческий огонь (исполнительный)
- 1997 — Американское совершенство
- 2009 — Первобытные (исполнительный)

### Сценарист
- 1958 — Засада на улице наркоты

### Оператор
- 1950 — Малярия (короткометражный документальный)
- 1950 — Саранчовая чума (короткометражный документальный)
- 1950 — Рождение (короткометражный документальный)
- 1953 — Дорога ста дней (короткометражный документальный)
- 1953 — 1958 — Конфиденциальный файл (сериал, 8 эпизодов)

### Монтажёр
- 1950 — Малярия (короткометражный документальный)
- 1950 — Саранчовая чума (короткометражный документальный)
- 1950 — Рождение (короткометражный документальный)

### Ассистент режиссёра
- 1956 — Невооруженным глазом (документальный)

### Консультант пост-продакшна
- 2005 — Мгновенный папа